# Autreville (Vosges)
Pour les articles homonymes, voir Autreville.
Autreville est une commune française située dans le département des Vosges, en région Grand Est.

## Géographie

### Localisation
Bâtie sur un plateau calcaire au nord-ouest du département, la commune rurale d'Autreville est traversée par l'Aroffe, affluent droit de la Meuse.

### Géologie et relief
La commune se compose de 763,89 hectares de territoires agricoles (69,63 %) et 332,72 hectares de forêts et milieux semi-naturels (30,33 %).
Espaces naturels :
Inventaire national du patrimoine géologique : Perte karstique, Tertres d’Autreville.

### Hydrographie et les eaux souterraines
Hydrogéologie et climatologie : Système d’information pour la gestion des eaux souterraines du bassin Rhin-Meuse :
Territoire communal : Occupation du sol (Corinne Land Cover); Cours d'eau (BD Carthage),
Géologie : Carte géologique; Coupes géologiques et techniques,
 Hydrogéologie : Masses d'eau souterraine; BD Lisa; Cartes piézométriques.
La commune est située dans le bassin versant de la Meuse au sein du bassin Rhin-Meuse. Elle est drainée par l'ruisseau l'Aroffe, la ruisseau la Rupe et Fosse de la Craniere,.
L'Aroffe, d'une longueur totale de 50,2 km, prend sa source dans la commune de Beuvezin et se jette  dans la Meuse à Rigny-la-Salle, après avoir traversé 18 communes.

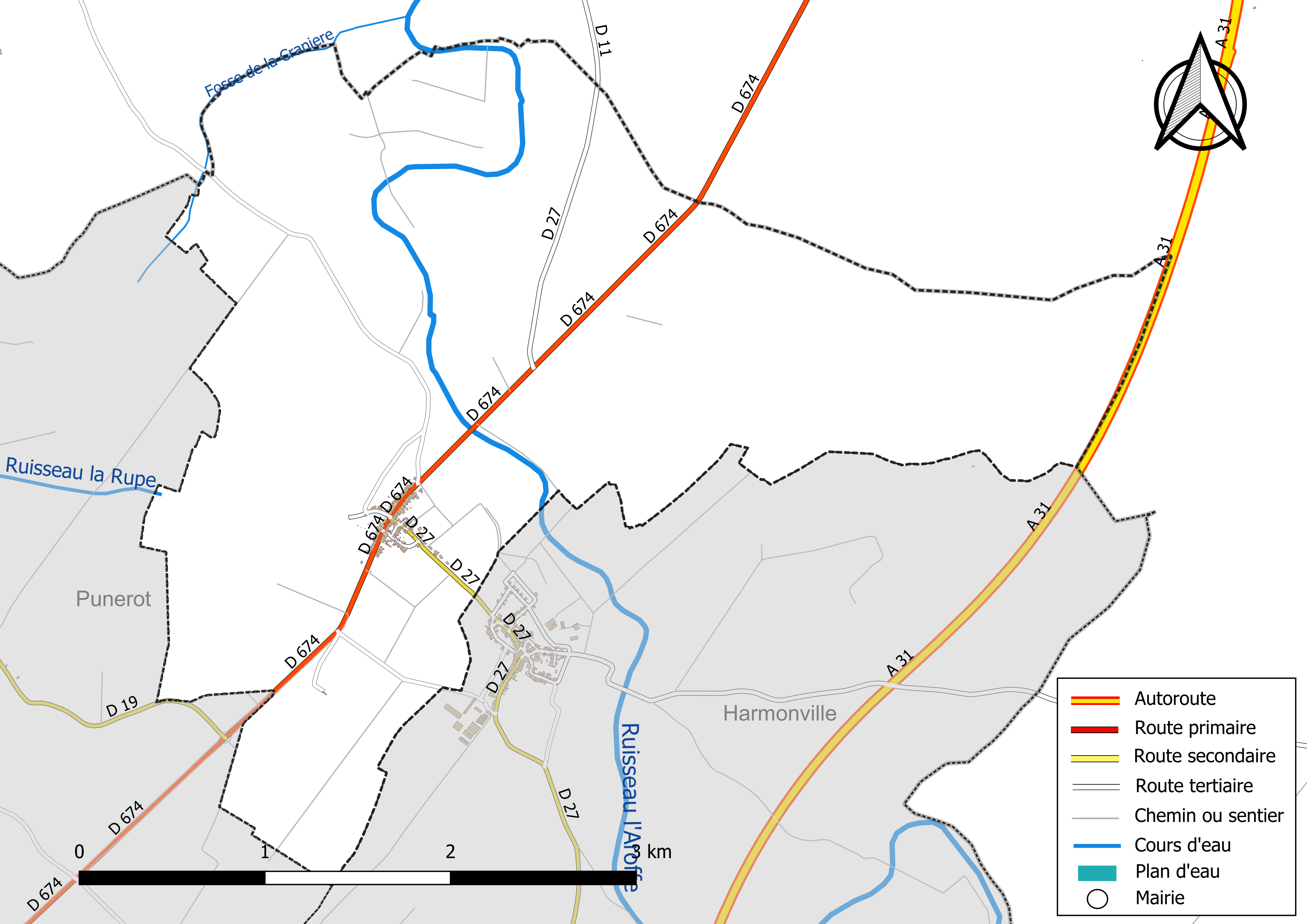
Réseaux hydrographique et routier d'Autreville.

La ruisseau la Rupe, d'une longueur totale de 12 km, prend sa source dans la commune  et se jette  dans la Meuse à Sauvigny, après avoir traversé cinq communes.

### Climat
Pour des articles plus généraux, voir Climat du Grand Est et Climat des Vosges.
En 2010, le climat de la commune est de type climat des marges montargnardes, selon une étude du Centre national de la recherche scientifique s'appuyant sur une série de données couvrant la période 1971-2000. En 2020, Météo-France publie une typologie des climats de la France métropolitaine dans laquelle la commune est exposée à un climat océanique altéré et est dans la région climatique Lorraine, plateau de Langres, Morvan, caractérisée par un hiver rude (1,5 °C), des vents modérés et des brouillards fréquents en automne et hiver.
Pour la période 1971-2000, la température annuelle moyenne est de 9,5 °C, avec une amplitude thermique annuelle de 16,7 °C. Le cumul annuel moyen de précipitations est de 912 mm, avec 12,8 jours de précipitations en janvier et 9,3 jours en juillet. Pour la période 1991-2020, la température moyenne annuelle observée sur la station météorologique de Météo-France la plus proche, « Nancy-Ochey », sur la commune d'Ochey à 13 km à vol d'oiseau, est de 10,5 °C et le cumul annuel moyen de précipitations est de 810,4 mm. 
La température maximale relevée sur cette station est de 39,6 °C, atteinte le 25 juillet 2019 ; la température minimale est de −19,1 °C, atteinte le 12 janvier 1987,,.
Les paramètres climatiques de la commune ont été estimés pour le milieu du siècle (2041-2070) selon différents scénarios d'émission de gaz à effet de serre à partir des nouvelles projections climatiques de référence DRIAS-2020. Ils sont consultables sur un site dédié publié par Météo-France en novembre 2022.

## Urbanisme

### Typologie
Au 1er janvier 2024, Autreville est catégorisée commune rurale à habitat dispersé, selon la nouvelle grille communale de densité à sept niveaux définie par l'Insee en 2022.
Elle est située hors unité urbaine. Par ailleurs la commune fait partie de l'aire d'attraction de Nancy, dont elle est une commune de la couronne,. Cette aire, qui regroupe 353 communes, est catégorisée dans les aires de 200 000 à moins de 700 000 habitants,.

### Occupation des sols
L'occupation des sols de la commune, telle qu'elle ressort de la base de données européenne d’occupation biophysique des sols Corine Land Cover (CLC), est marquée par l'importance des territoires agricoles (70 % en 2018), une proportion identique à celle de 1990 (70 %). La répartition détaillée en 2018 est la suivante : 
terres arables (49,8 %), forêts (24,1 %), prairies (15,9 %), milieux à végétation arbustive et/ou herbacée (5,8 %), zones agricoles hétérogènes (4,3 %). L'évolution de l’occupation des sols de la commune et de ses infrastructures peut être observée sur les différentes représentations cartographiques du territoire : la carte de Cassini (XVIIIe siècle), la carte d'état-major (1820-1866) et les cartes ou photos aériennes de l'IGN pour la période actuelle (1950 à aujourd'hui).

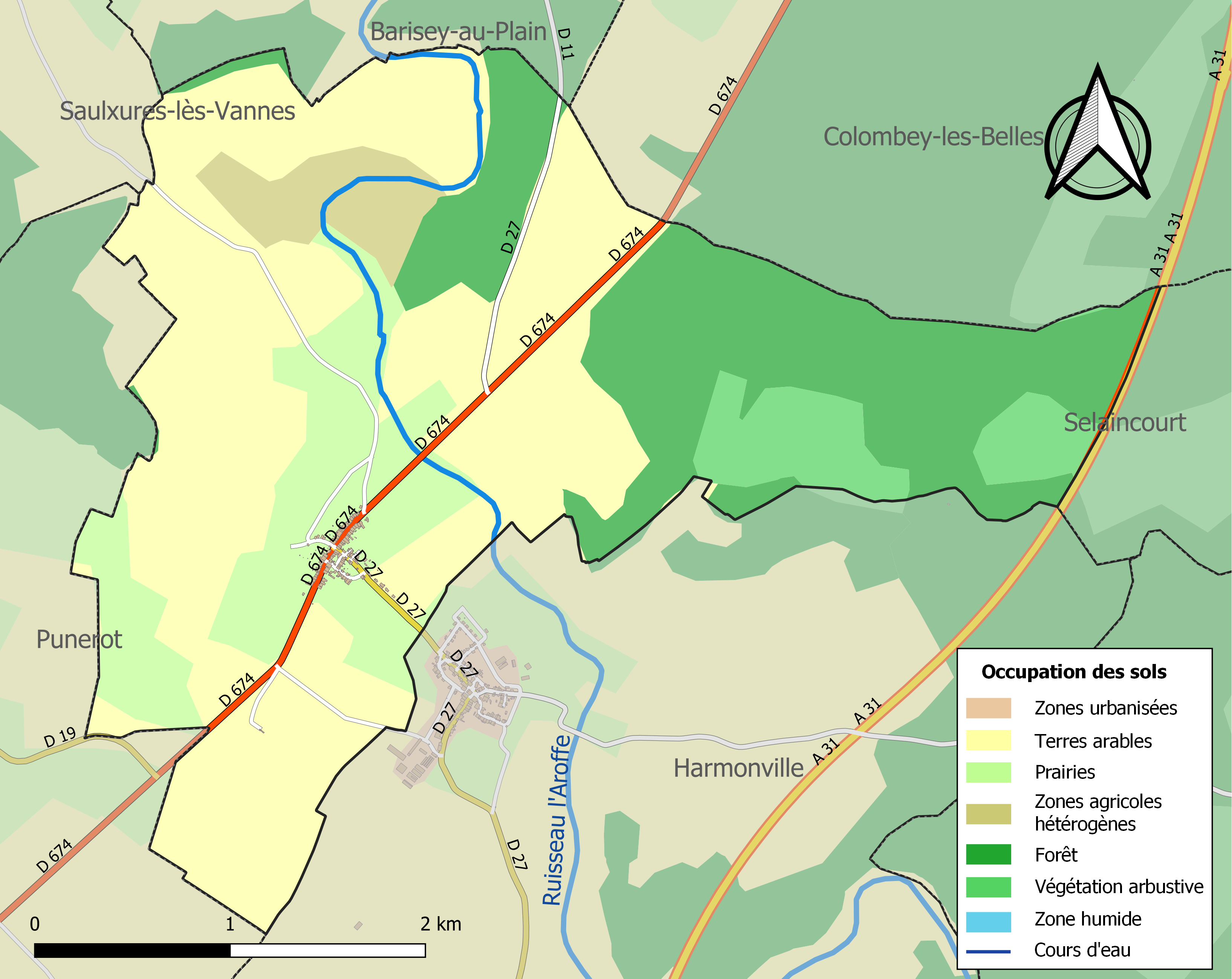
Carte des infrastructures et de l'occupation des sols de la commune en 2018 (CLC).

## Histoire
Le village d'Autreville est mentionné en 936 (en latin Altrivillam), comme annexe de l'église d'Harmonville.
Il est situé sur la voie romaine de Lyon à Trèves, construite, entre -19 av. J.-C. et -6 av. J.-C., par Marcus Vipsanius Agrippa, gendre de l'empereur Auguste.
En 1349, Thomas de Bourlémont, fait construire, à ses frais, un hôpital au lieu-dit les Caves de Barizey. Les voyageurs y trouvaient abri et protection.
En 1587, l’église et la plus grande partie du village furent brûlées lors d’une invasion de protestants venant d’Allemagne pour aider le futur Henri IV.

## Politique et administration

### Budget et fiscalité 2023

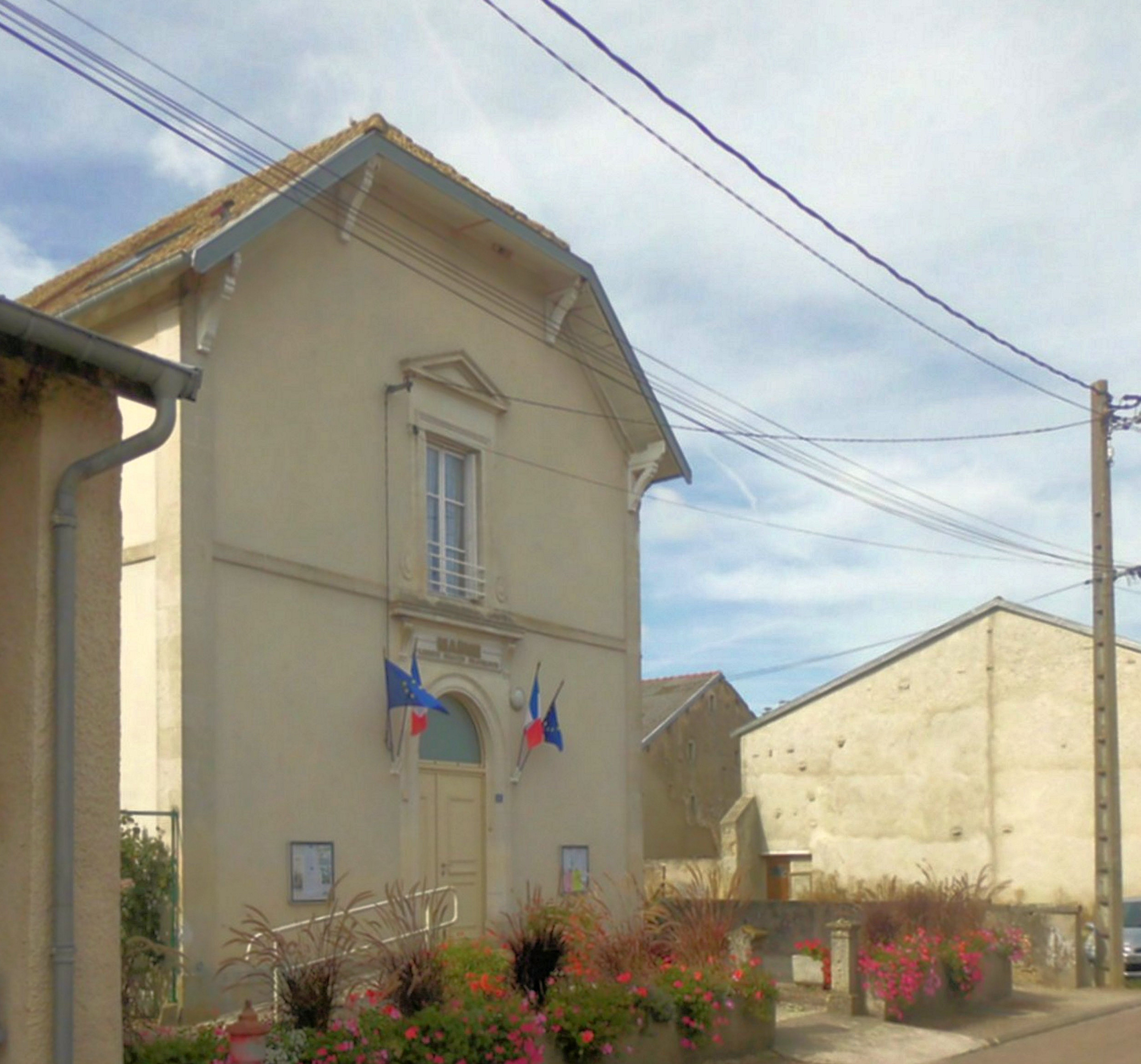
La mairie.

En 2023, le budget de la commune était constitué ainsi :
- total des produits de fonctionnement : 123 000 €, soit 630 € par habitant ;
- total des charges de fonctionnement : 121 000 €, soit 619 € par habitant ;
- total des ressources d'investissement : 31 000 €, soit 159 € par habitant ;
- total des emplois d'investissement : 31 000 €, soit 157 € par habitant ;
- endettement : 1 000 €, soit 6 € par habitant.

Avec les taux de fiscalité suivants :
- taxe d'habitation : 17,71 % ;
- taxe foncière sur les propriétés bâties : 29,70 % ;
- taxe foncière sur les propriétés non bâties : 13,76 % ;
- taxe additionnelle à la taxe foncière sur les propriétés non bâties : 0,00 % ;
- cotisation foncière des entreprises : 0,00 %.

Chiffres clés Revenus et pauvreté des ménages en 2021 : médiane en 2021 du revenu disponible, par unité de consommation : 24 460 €.

### Liste des maires
| Période                                  | Période                   | Identité                                         | Étiquette | Qualité |
| ---------------------------------------- | ------------------------- | ------------------------------------------------ | --------- | ------- |
| Les données manquantes sont à compléter. |                           |                                                  |           |         |
| avant 1995                               | En cours (au 25 mai 2020) | Jean-Marie Bigeon Réélu pour le mandat 2020-2026 | SE        | [ 27 ]  |

## Population et société

### Démographie

#### Évolution démographique
Les habitants sont nommés les Alteravillois et les habitantes les Alteravilloises.
L'évolution du nombre d'habitants est connue à travers les recensements de la population effectués dans la commune depuis 1793. Pour les communes de moins de 10 000 habitants, une enquête de recensement portant sur toute la population est réalisée tous les cinq ans, les populations de référence des années intermédiaires étant quant à elles estimées par interpolation ou extrapolation. Pour la commune, le premier recensement exhaustif entrant dans le cadre du nouveau dispositif a été réalisé en 2005.

En 2022, la commune comptait 191 habitants, en évolution de +5,52 % par rapport à 2016 (Vosges : −2,96 %, France hors Mayotte : +2,11 %).
| 1793 | 1800 | 1806 | 1821 | 1831 | 1836 | 1841 | 1846 | 1856 |
| ---- | ---- | ---- | ---- | ---- | ---- | ---- | ---- | ---- |
| 308  | 330  | 345  | 369  | 418  | 399  | 410  | 380  | 367  |

| 1861 | 1866 | 1876 | 1881 | 1886 | 1891 | 1896 | 1901 | 1906 |
| ---- | ---- | ---- | ---- | ---- | ---- | ---- | ---- | ---- |
| 367  | 379  | 367  | 348  | 311  | 302  | 291  | 295  | 280  |

| 1911 | 1921 | 1926 | 1931 | 1936 | 1946 | 1954 | 1962 | 1968 |
| ---- | ---- | ---- | ---- | ---- | ---- | ---- | ---- | ---- |
| 251  | 202  | 203  | 191  | 167  | 168  | 165  | 152  | 145  |

| 1975 | 1982 | 1990 | 1999 | 2005 | 2006 | 2010 | 2015 | 2020 |
| ---- | ---- | ---- | ---- | ---- | ---- | ---- | ---- | ---- |
| 132  | 119  | 108  | 124  | 157  | 160  | 162  | 181  | 190  |

| 2022 | - | - | - | - | - | - | - | - |
| ---- | - | - | - | - | - | - | - | - |
| 191  | - | - | - | - | - | - | - | - |

### Enseignement
Établissements d'enseignements :
- Écoles maternelles et primaires à Colombey-les-Belles, Martigny-les-Gerbonvaux, Allain, Favières, Vannes-le-Châtel.
- Collèges à Colombey-les-Belles, Vézelise, Neufchâteau, Vaucouleurs.
- Lycées à Toul

### Santé
Professionnels et établissements de santé :
- Médecins à Colombey-les-Belles, Allamps, Sauvigny, Vicherey, Blénod-lès-Toul, Coussey, Vézelise.
- Pharmacies à Colombey-les-Belles, Vicherey, Blénod-lès-Toul, Coussey, Vézelise, Neufchâteau, Vaucouleurs.
- Hôpitaux à Neufchâteau, Dommartin-lès-Toul, Toul, Neuves-Maisons, Mirecourt.

### Cultes
- Culte catholique, Paroisse Saint-Nicolas-Sainte-Jeanne-d'Arc[35], Diocèse de Saint-Dié.

## Économie

### Entreprises et commerces

#### Commerces
- Commerces et services de proximité[36].

## Culture locale et patrimoine

### Lieux et monuments

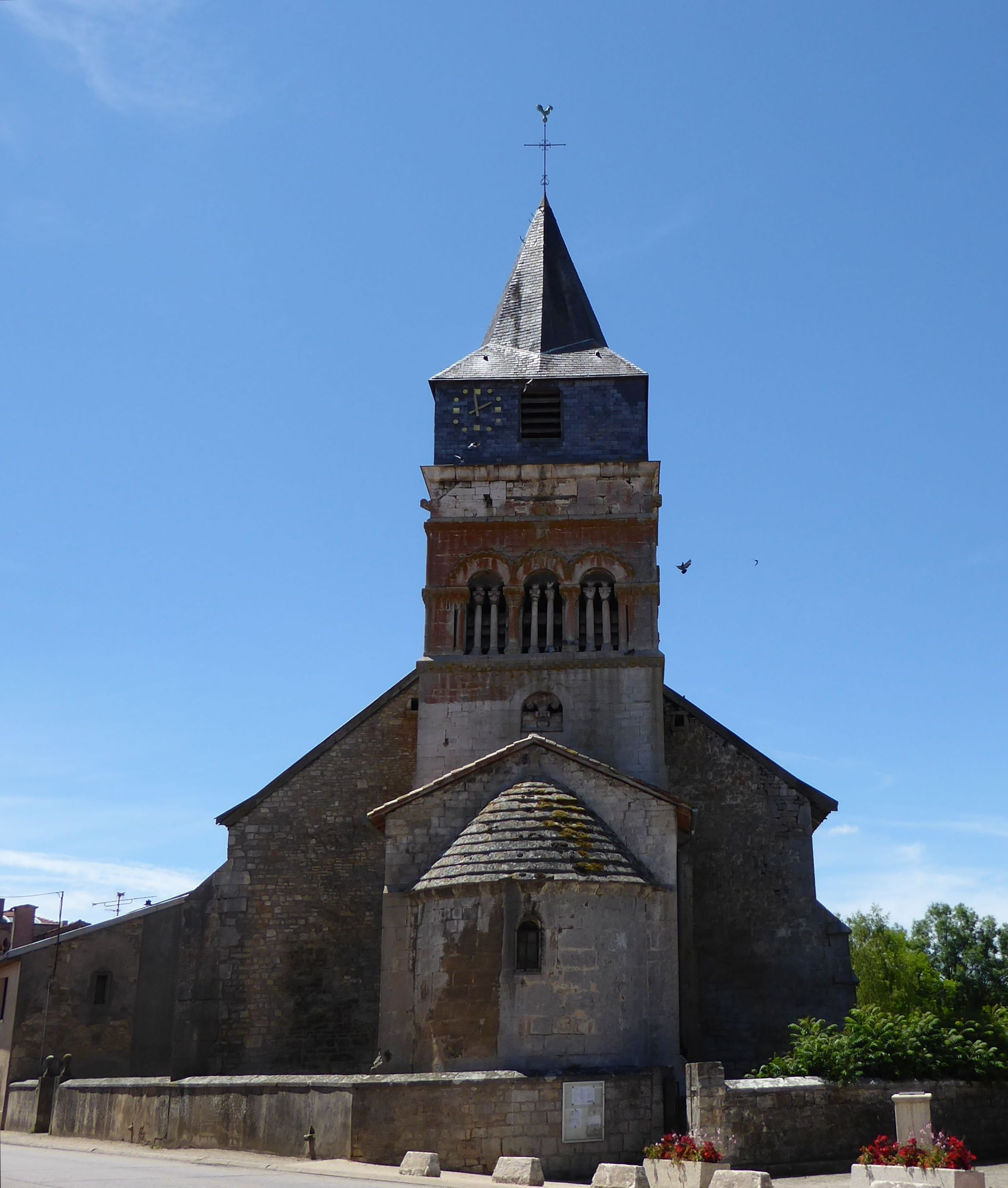
Chevet de l'église Saint-Brice.
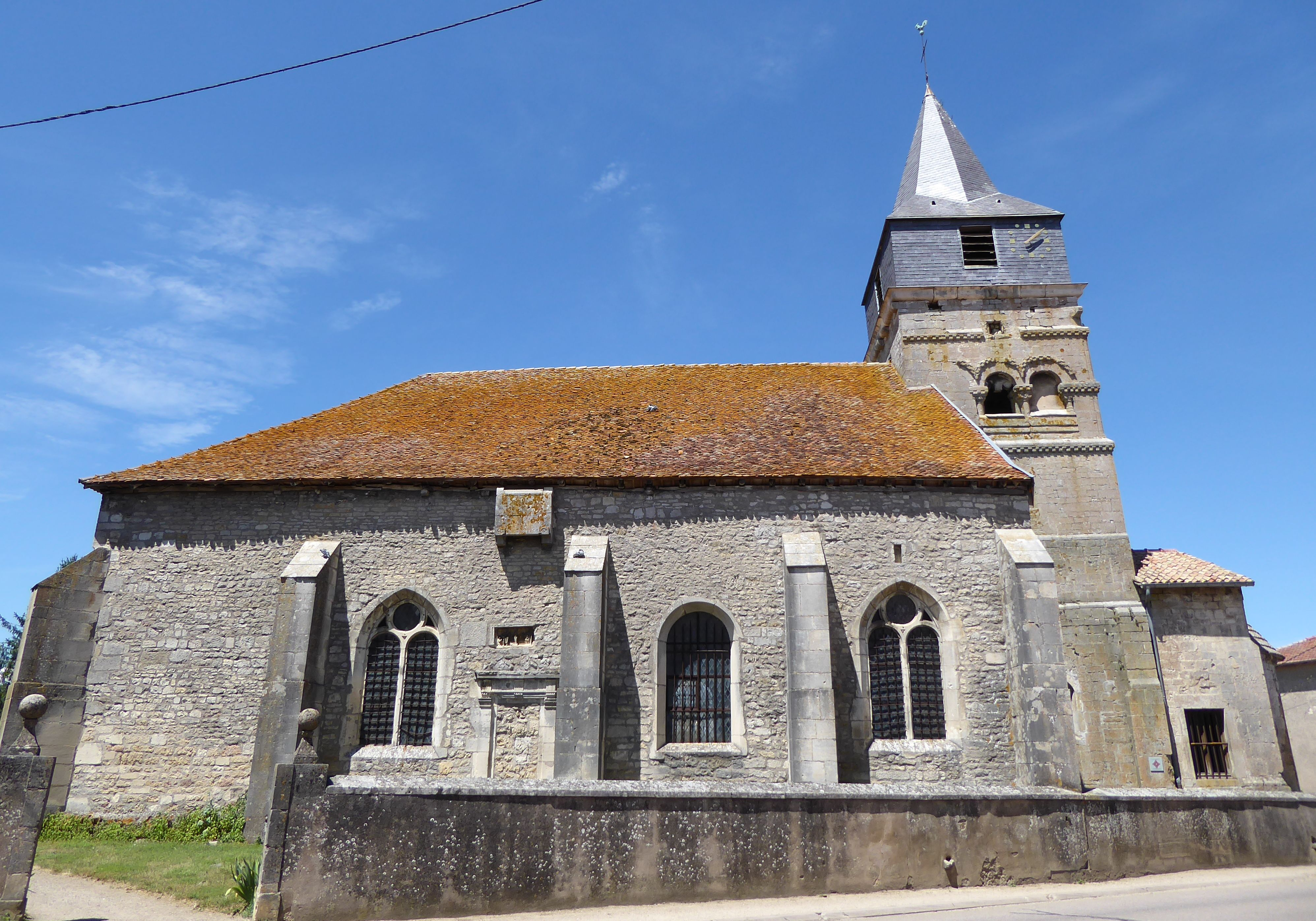
Face sud de l'église Saint-Brice.
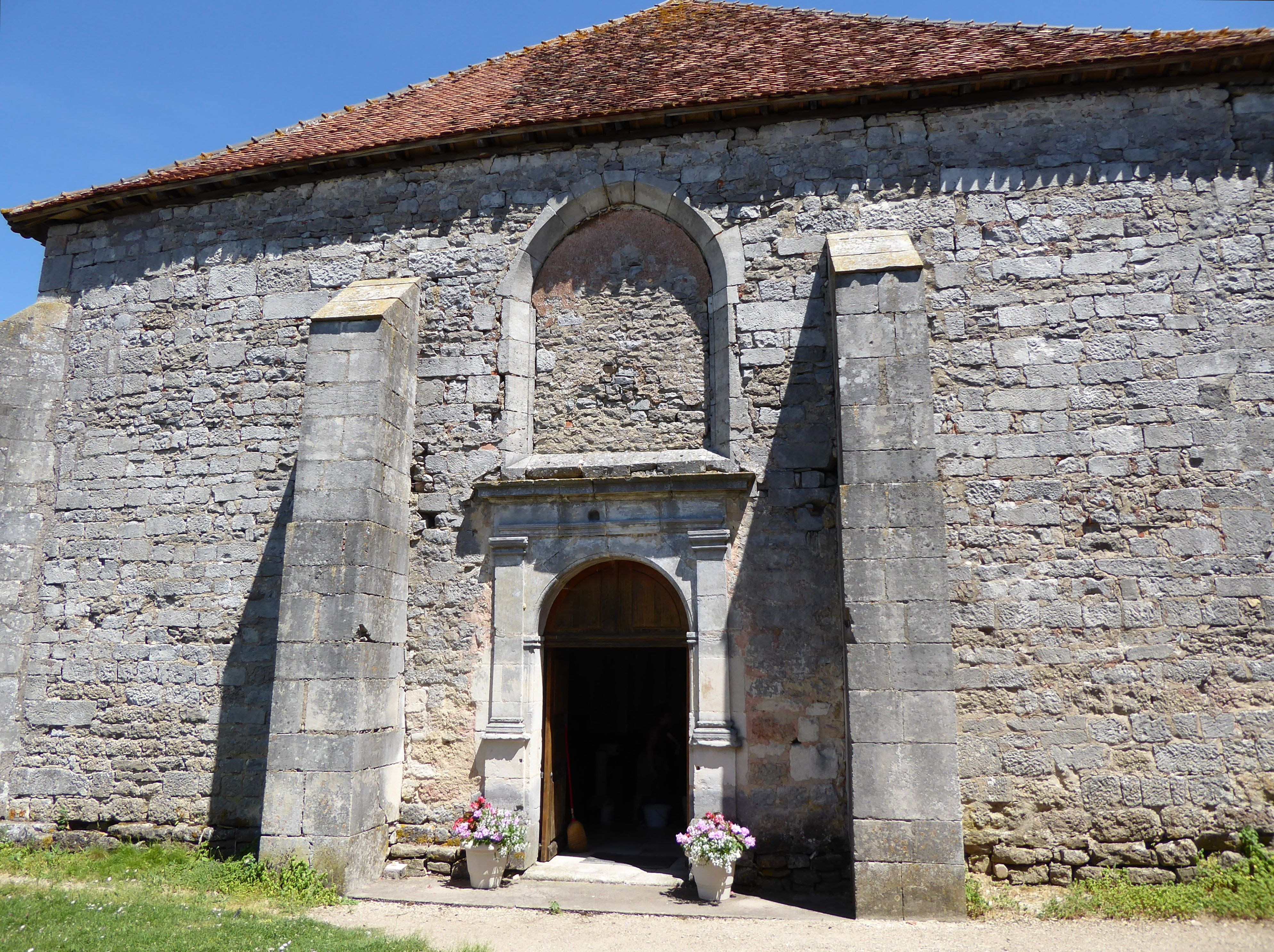
Portail de l'église Saint-Brice.
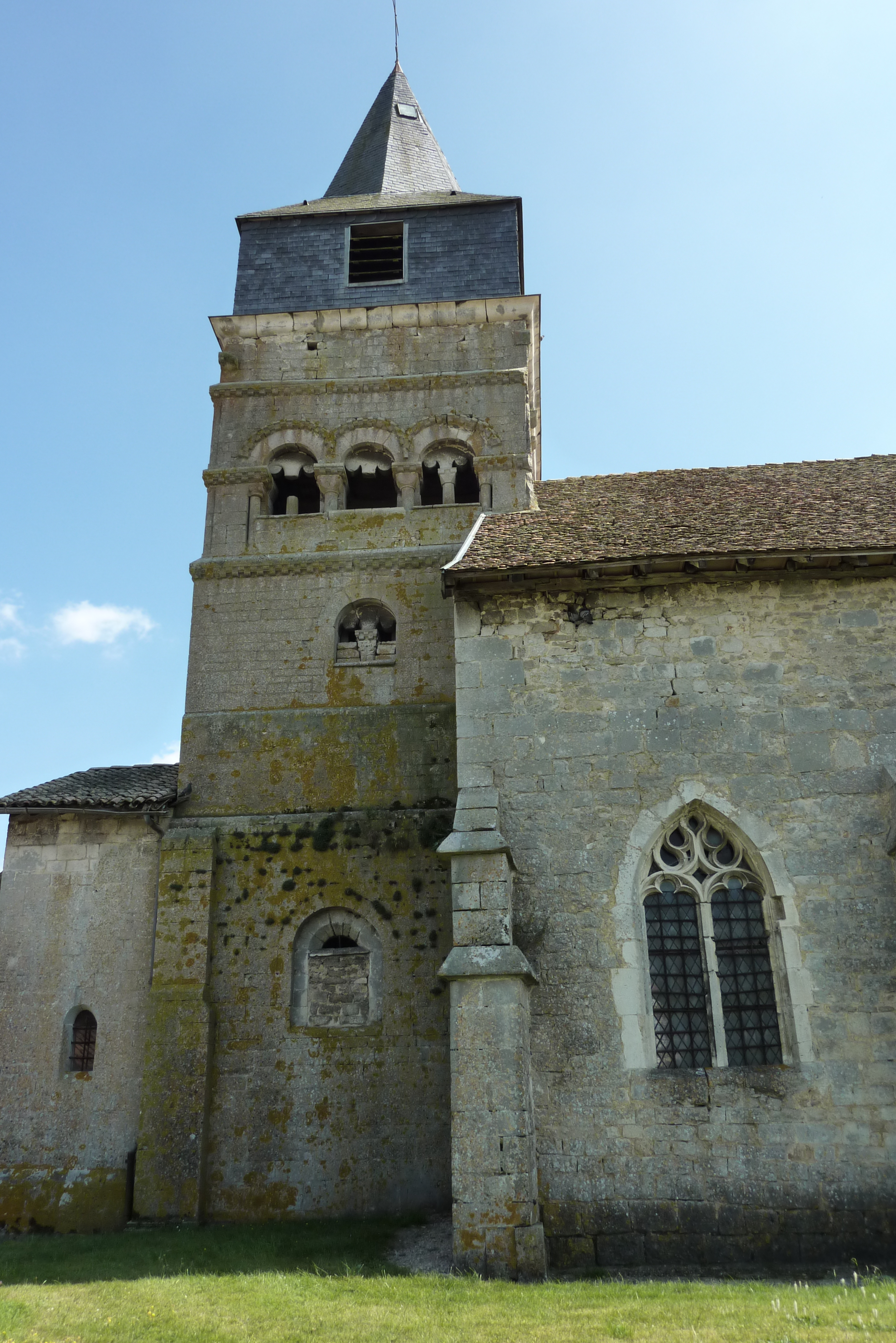
Face nord de l'église Saint Brice.
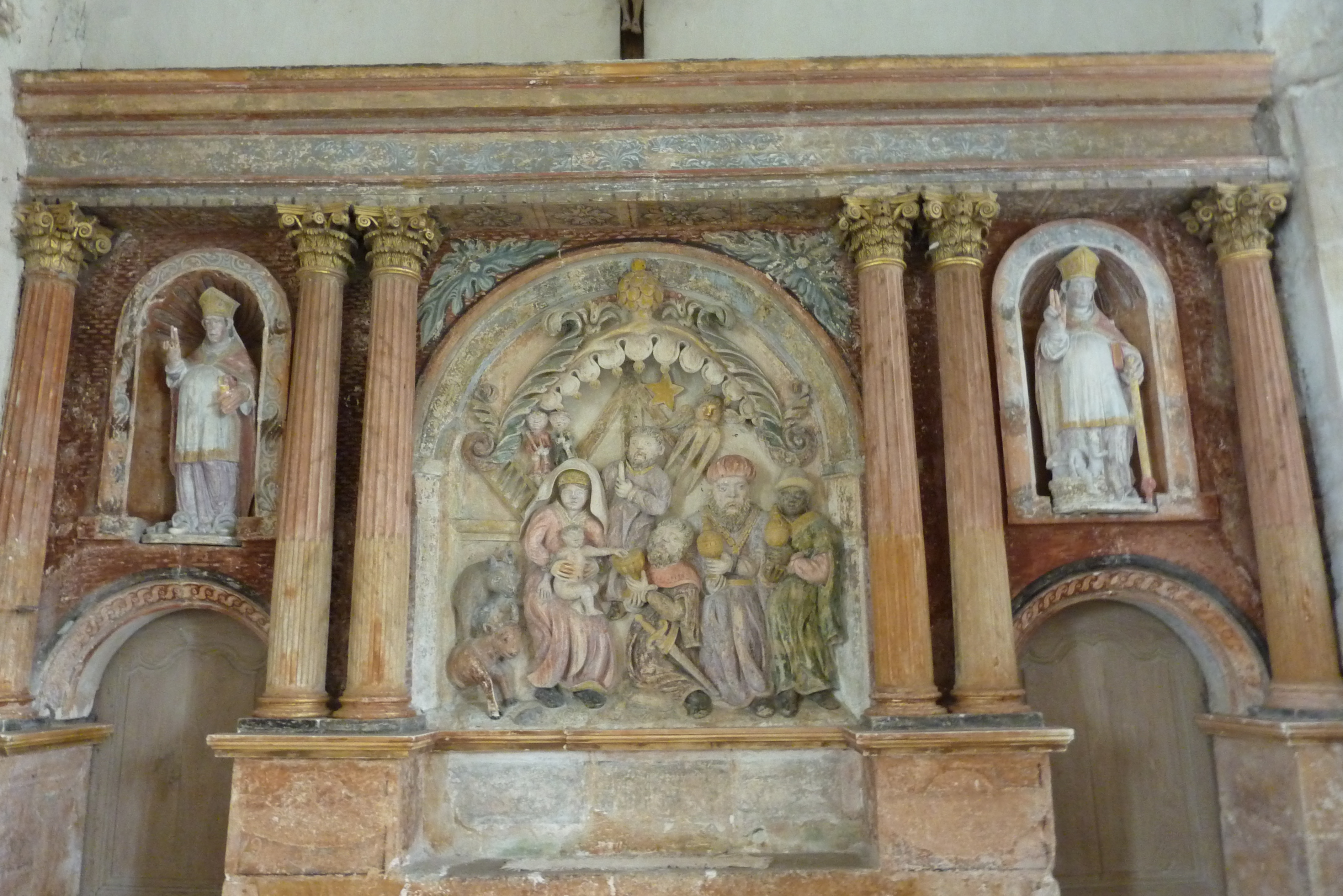
Église saint-Brice, retable de l'Adoration des Mages.
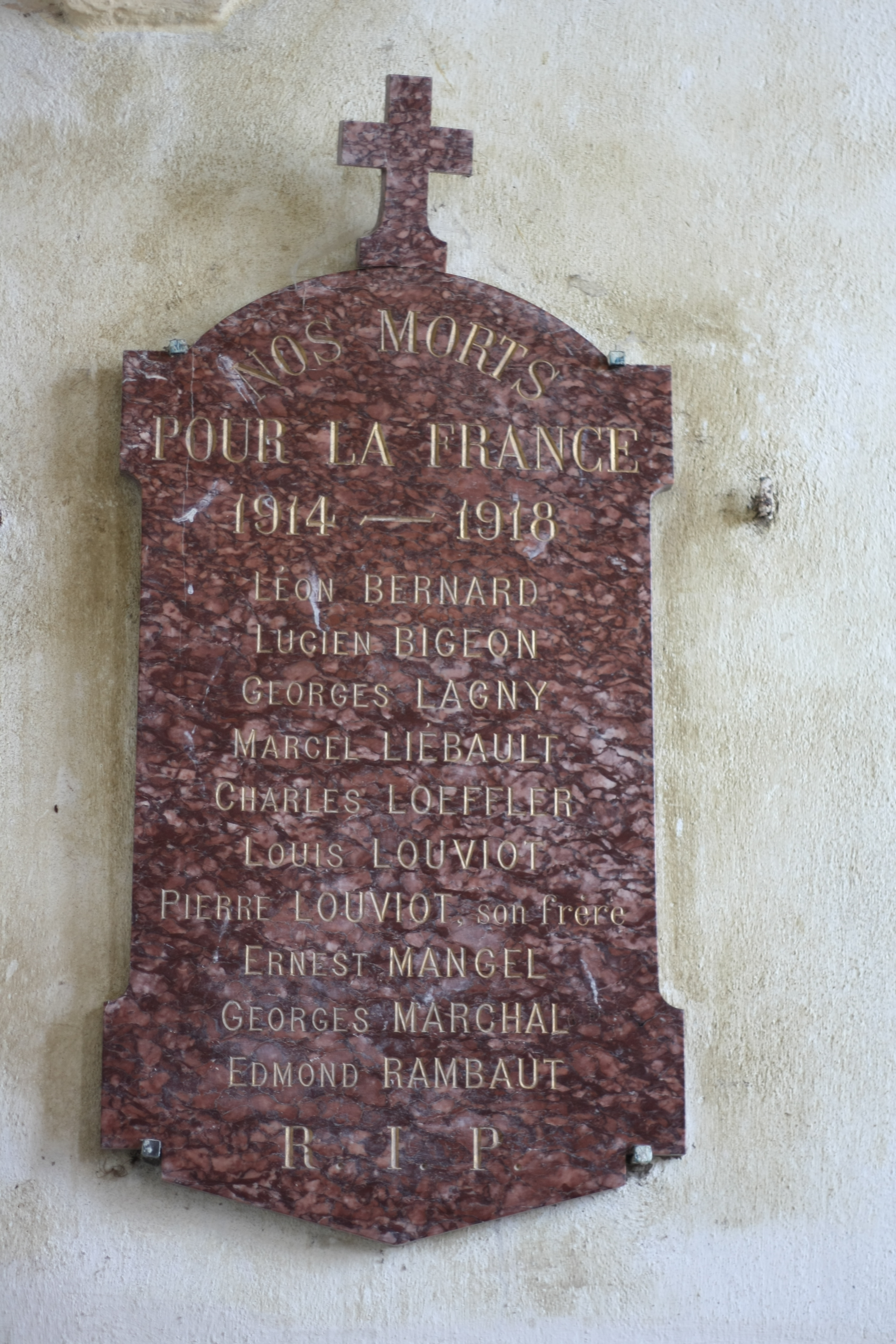
Monument commémoratif.
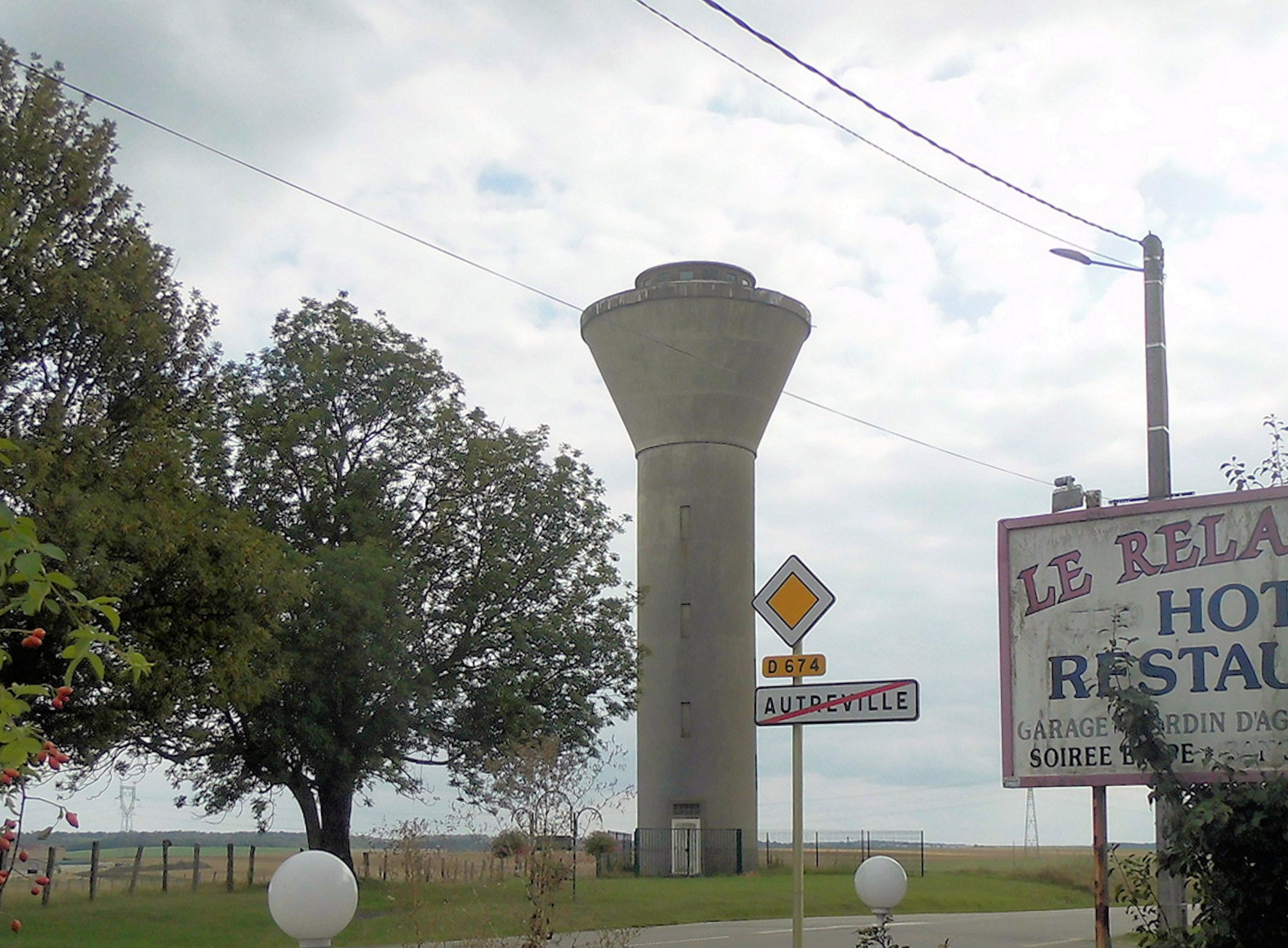
Le château d'eau.
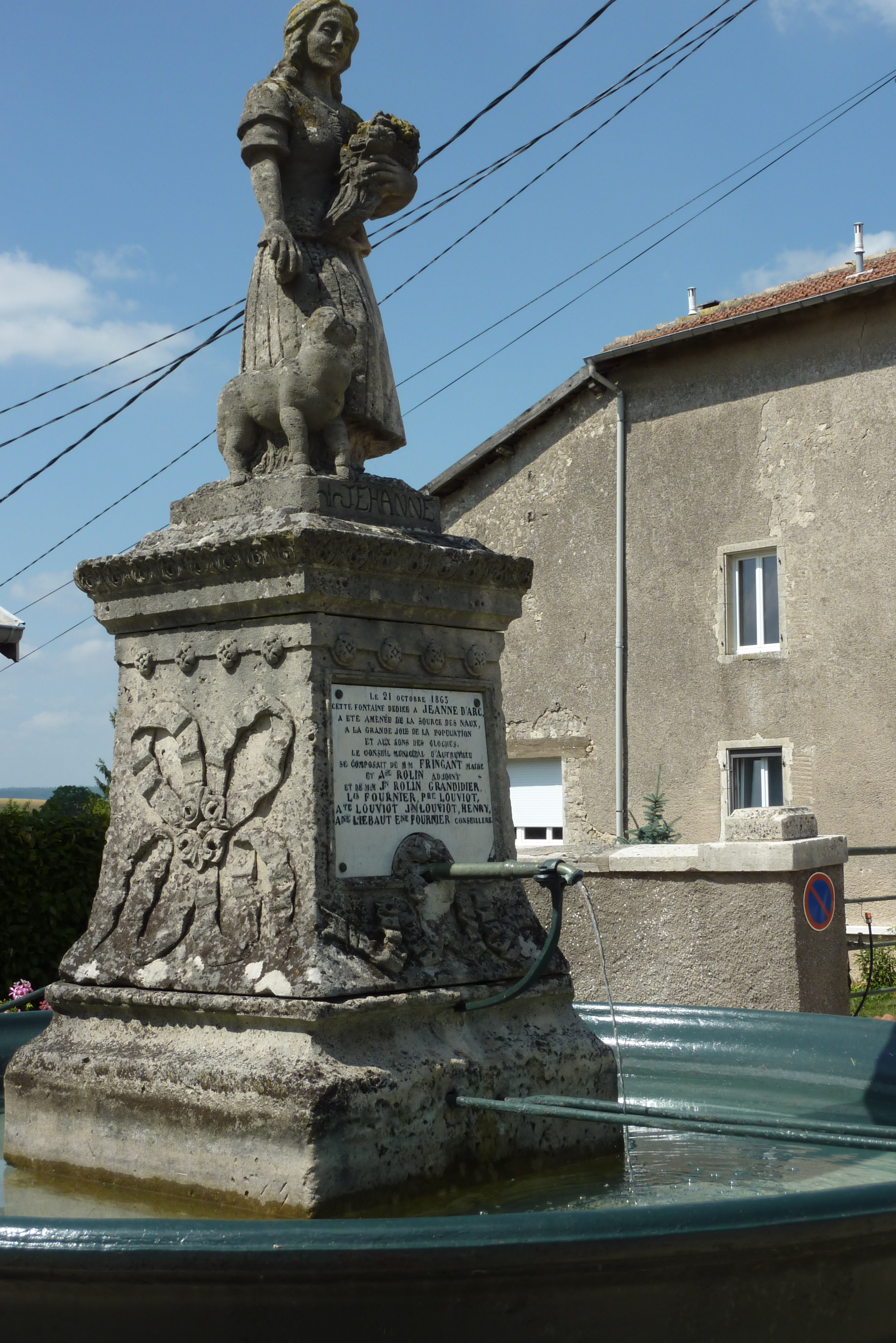
Fontaine dédiée à Jeanne d'Arc.
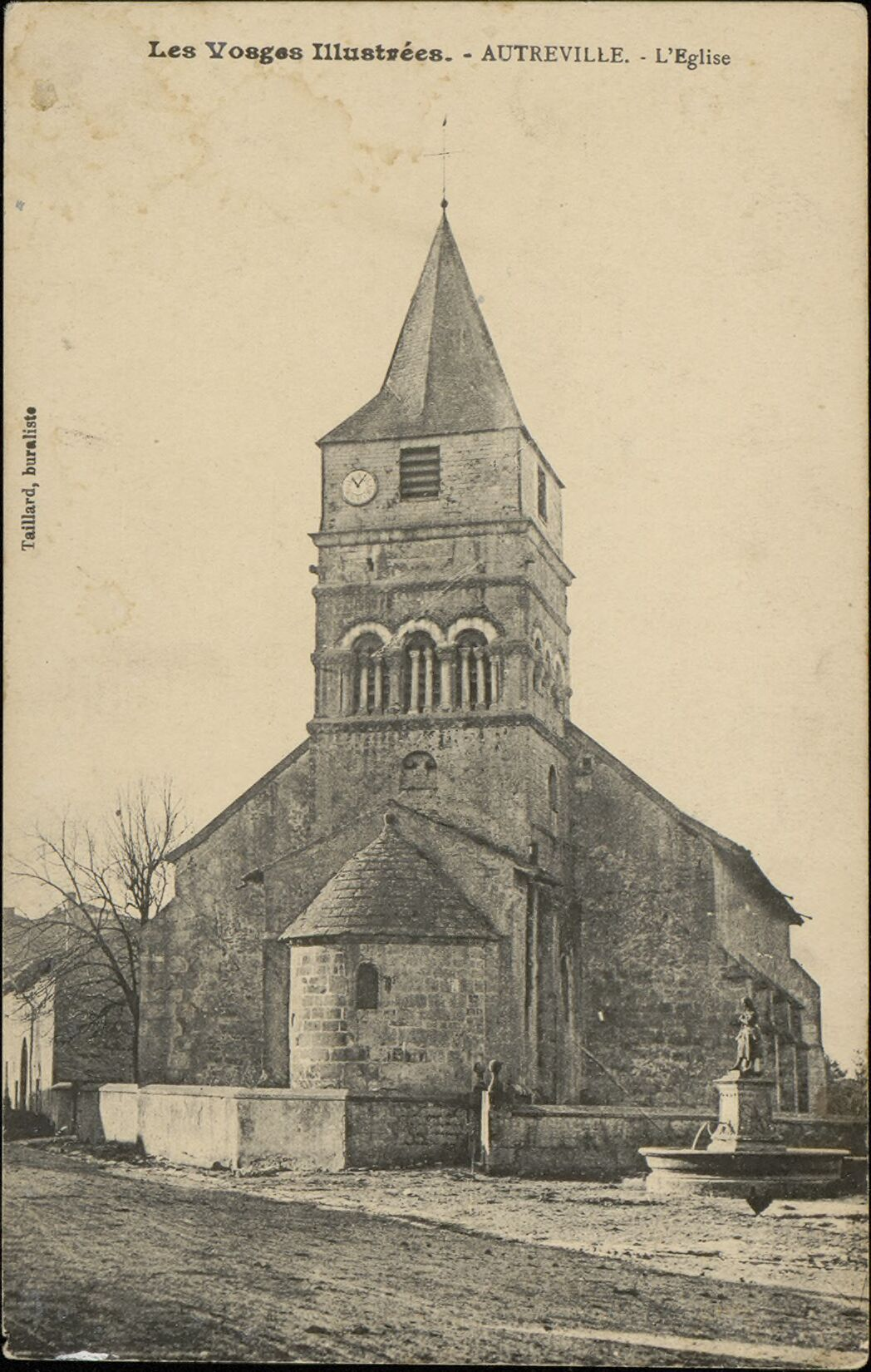
L'église d'Autreville. Clocher avec les baies. Abside couverte en pierres.
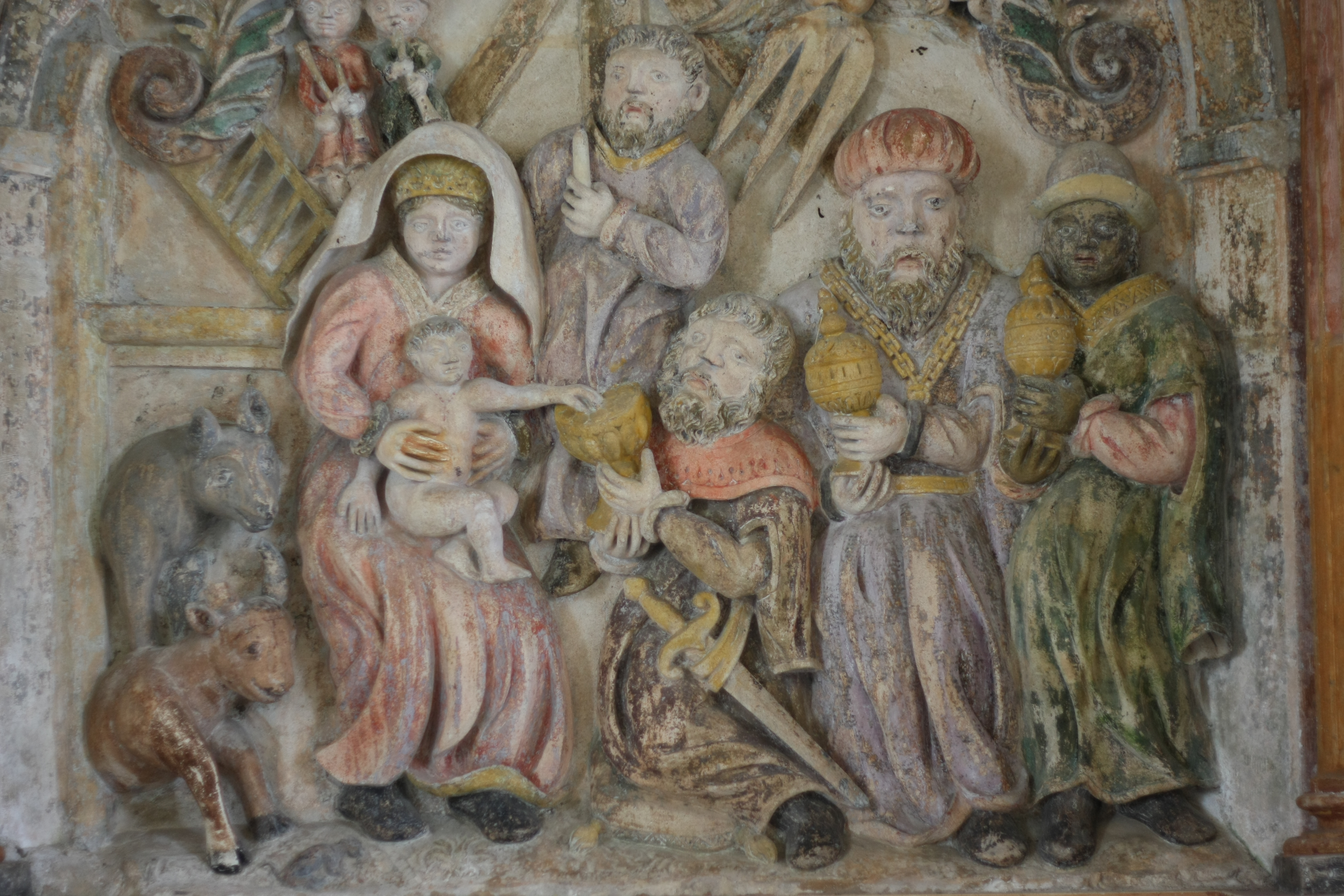
Retable de l'Adoration des Mages

- Église Saint-Brice[37],[38], : Édifiée au XIIe siècle, de style roman, l'église est classée au titre des monuments historiques par arrêté du 11 août 1987[39]. La nef a été reconstruite au XVIe siècle en gothique flamboyant[40]. (un acte de 1594 mentionnant une consécration, datant ainsi une reconstruction, serait dans l’autel actuel reconstruit vers 1876[41]). Toutefois, certaines bases de murs anciens de la nef subsistent ce qui donne à penser que la nef romane devait avoir la même largeur. La partie romane de l'église comprend une travée carrée, sur laquelle s'élève le clocher, une seconde travée de choeur très courte, et une abside. La travée sous le clocher s'ouvre sur la nef par un cintre brisé. Elle est couverte d'une voûte d'arêtes et comporte deux fenêtres romanes d'une assez large ouverture. La petite travée de choeur est voûtée en berceau plein cintre et comporte deux petites fenêtres. L'abside, voûtée en cul-de-four, décorée en extérieur d'une frise en frettes crénelées, a une seule fenêtre romane, ornée sur le pourtour d'une torsade (la torsade est caractéristique de l'art roman vosgien). Elle a conservé sa curieuse couverture en pierre surmontée d'une boule. Le clocher carré de près de 6 m de côté et d’épaisseur de murs de 0,8 m, s’élève sur deux étages romans au-dessus de la travée (un troisième étage est récent). Le premier étage est percé sur chacune de ses faces d'une seule baie en plein cintre. Le second est celui du beffroi. Dans chaque face s'ouvrent des ouïes en plein cintre à deux ou trois arcs (certaines sont bouchées), chaque baie étant divisée en trois jours par des colonnettes. les chapiteaux des colonnes sont richement décorés[42]. Les étages sont richement ornés de corniches et rangs de billettes.
- Une description détaillée de l'église avec plusieurs photos est fournie dans l'ouvrage Églises romanes des Vosges[43] Nombreuses photos couleurs de l’extérieur et de l’intérieur de l’église sur le site Patrimoine de Lorraine[44].Description avec plans intérieur et extérieur dans Mémoires de la Société d'archéologie lorraine[42].

Patrimoine mobilier :
* deux statues : Saint Nicolas, Saint Brice. Saint Nicolas est représenté imberbe comme c'était souvent le cas des représentations anciennes (voir par exemple vitraux de l'église de Vézelise, statue à la basislique saint-Nicolas-de-Port)
* armoire eucharistique (custode).
* retable, bas-relief : l'Adoration des Mages.
- Monuments commémoratifs : Monument aux morts[49],[50],[51].
- La cave des Romains[52] : À 1 500 m au nord-ouest du village, intersection de l'ancienne voie romaine de Langres à Metz et d'un chemin de défruitement à l'angle du petit bois Bois Carré. C'est une excavation de 5 m sur 3 m, haute de 80 cm.
- Fontaine et statue de Jeanne d'Arc[53],[54].

### Personnalités liées à la commune
- Médaillés de Sainte-Hélène[55].

### Héraldique, logotype et devise
Commune sans blason,.

## Pour approfondir